# Fritz Glahn
Fritz Glahn (5 de março de 1899 – 29 de setembro de 1977) foi um político alemão do Partido Democrático Liberal (FDP) e ex-membro do Bundestag alemão.

## Vida
A partir de 1952, Glahn foi membro do conselho distrital do Palatinado. De 1955 a 1957, ele foi membro do parlamento estadual da Renânia-Palatinado e, ao mesmo tempo, presidente da facção do FDP naquele estado. Glahn foi membro do Bundestag alemão de 1957 a 2 de novembro de 1959.

## Literatura
Herbst, Ludolf; Jahn, Bruno (2002).  Vierhaus, ed. Biographisches Handbuch der Mitglieder des Deutschen Bundestages. 1949–2002 (em alemão). München: De Gruyter - De Gruyter Saur. 1715 páginas. ISBN 978-3-11-184511-1